# Kreuzschule (Georgplatz)

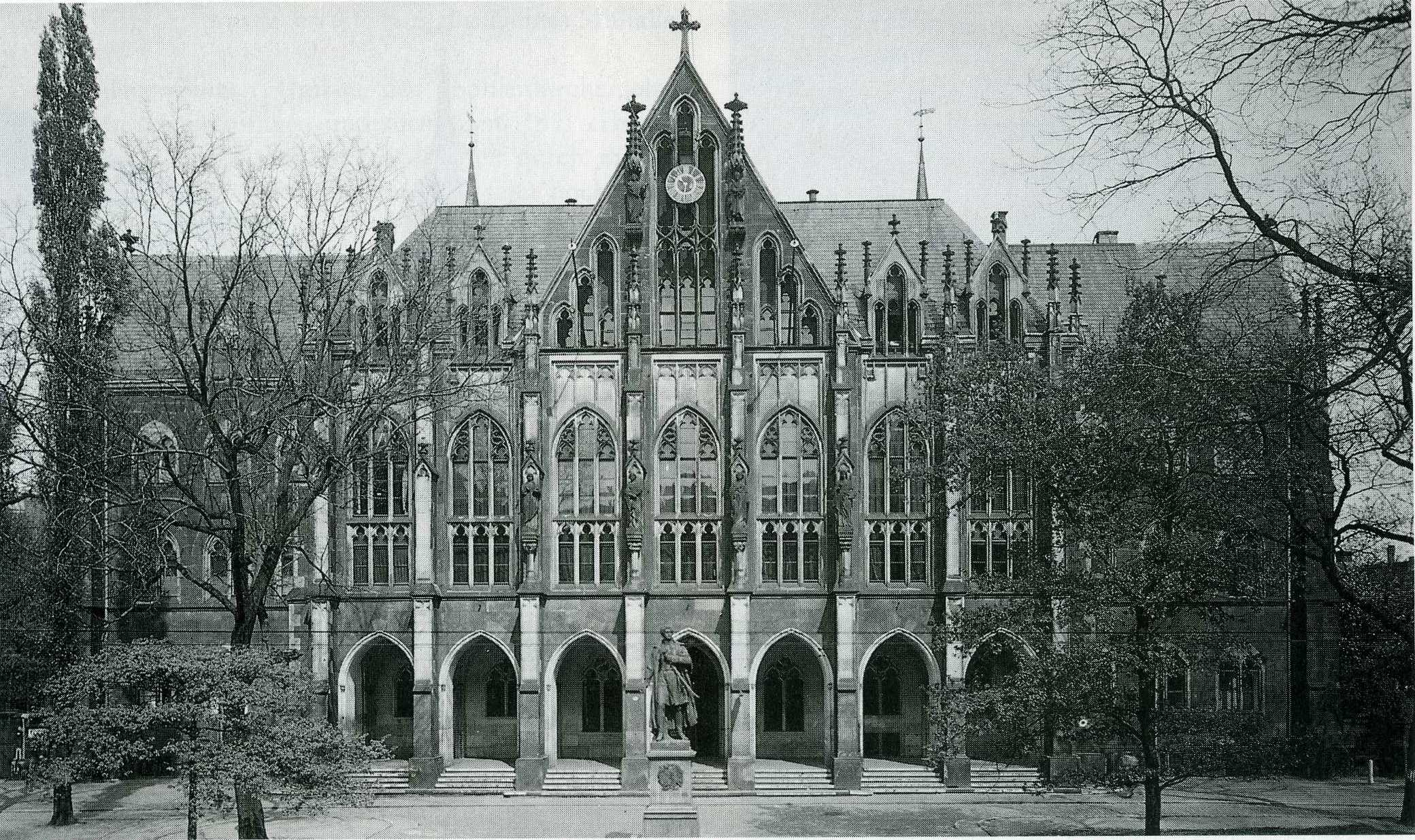
Kreuzschule am Georgplatz

Die  Kreuzschule  am Georgplatz in Dresden wurde ab 1864 von Christian Friedrich Arnold erbaut und war der erste bedeutende neogotische Profanbau in Dresden. Das 1866 eingeweihte Gebäude beherbergte die gleichnamige Schule, deren Geschichte bis ins 14. Jahrhundert zurückreicht. Es wurde 1945 zerstört.

## Geschichte

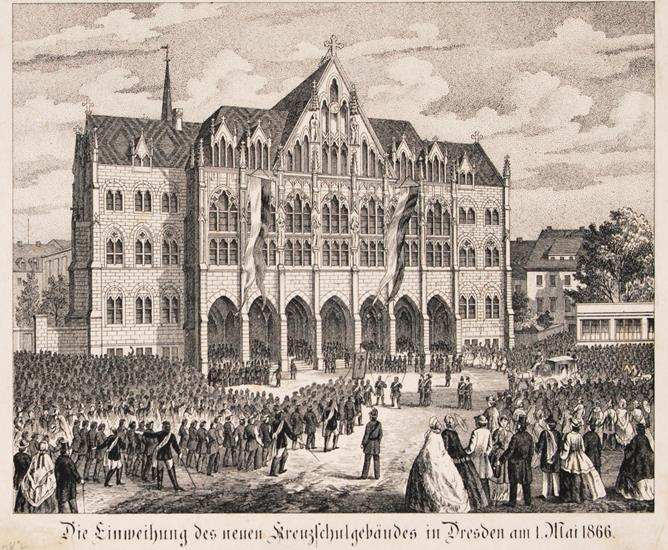
Die Einweihung des neuen Kreuzschulgebäudes in Dresden am 1. Mai 1866.

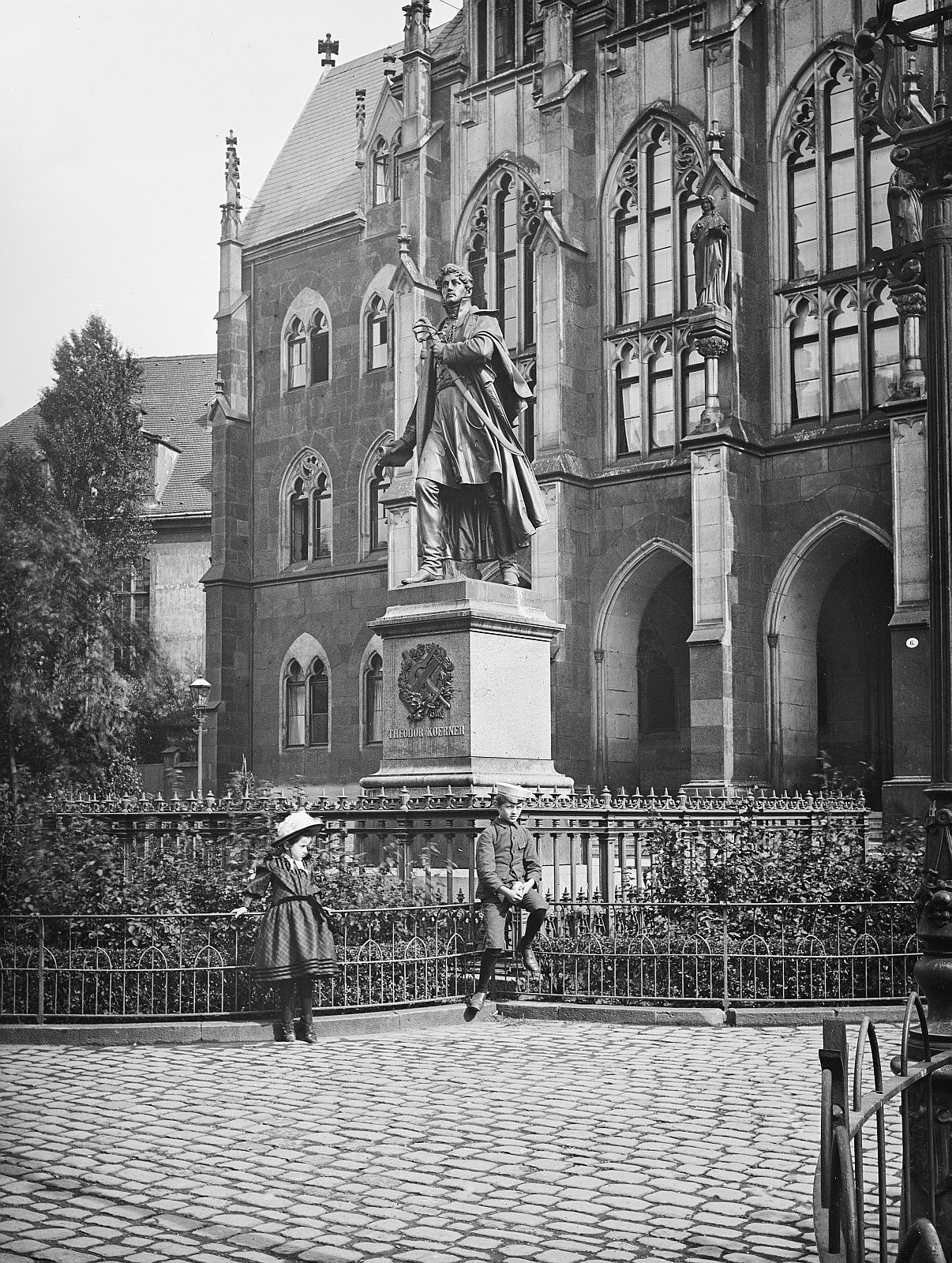
Georgplatz mit dem Theodor-Körner-Denkmal vor der Kreuzschule um 1889

Die Kreuzschule umfasste das Gymnasium und das Internat des Dresdner Kreuzchores. Dessen geistliche und künstlerische Heimstatt, die Kreuzkirche, befand sich in unmittelbarer Nähe. Anlässlich der Einweihung des Gebäudes am 1. Mai 1886 wurde der Kaufmann und Stifter Johann Meyer zum Dresdner Ehrenbürger ernannt.
Das zweigeschossige Gebäude war auf dem Grundriss eines griechischen Kreuzes als Vierflügelbau mit zwei Innenhöfen errichtet worden. Das Schmuckstück bildete die Schaufassade eines Flügels am Georgplatz, dem ein Vorbau mit einer Frontlänge von sieben Fensterachsen vorgestellt worden war. Der Vorbau ruhte auf einem Arkadengang. Die sieben weiten Fenster der Schaufassade zeigten hochgotisches Maßwerk. Zwischen den Fenstern befanden sich Strebepfeiler mit Fialen, die die Fassade vertikal gliederten. Jedes einzelne dieser Fenster hatte einen gotisierenden Blendgiebel mit Lanzett-Drillingsfenstern mit überhöhtem Spitzbogen nach dem Vorbild der Kathedrale von Salisbury. Nur die drei Fenster in der Mitte wurden durch einen gemeinsamen hohen Giebel zusammengefasst, in dem wieder Lanzett-Drillingsfenster zu sehen waren. Die Strebepfeiler zwischen den Fensterachsen waren mit Statuen geschmückt, u. a. mit Figuren von Martin Luther und Philipp Melanchthon (beide von Bildhauer Hermann Hultzsch) sowie der Allegorien der Grammatik, der Mathematik, der Geschichte und der Poesie.

„Während sich Grundriss und Massengruppierung nicht von anderen Schulbauten unterschieden, war die Fassade hochgotisch stilisiert, eine künstlerisch wohlgelungene Leistung. Dennoch blieb dieser Bau der einzige öffentliche Profanbau Dresdens mit streng hochgotischer Fassade.“

Vor dem Gebäude stand das Denkmal des Dichters und ehemaligen Kreuzschülers Theodor Körner von Ernst Julius Hähnel von 1871.
Bei den Luftangriffen auf Dresden im Februar 1945 brannte die Kreuzschule aus, wobei die Schäden gering blieben. Im Sommer 1947 nahm das Amt für Bau- und Denkmalpflege die erhalten gebliebenen Kapitelle, Sandsteinplatten mit Inschriften und die Namenstafel von Ernst Julius Otto, eines früheren Kreuzkantors, ab und übergab diese dem Kreuzchor. 1950 wurde das Gebäude abgebrochen. Heute erinnert nur noch das Körner-Denkmal von Hähnel an seinen Standort.
Nach dem Krieg bezogen die Kreuzschule und der Kreuzchor das Gebäude des ehemaligen Freimaurerinstituts in der Eisenacher Straße im Stadtteil Striesen. Heute ist die Kreuzschule ein evangelisches Gymnasium.

## Rezeption
Der Entschluss der Kreuzschule im Jahre 1863, ihren Bau im Stil der Neogotik auszuführen, war höchst umstritten. Dies war der Tatsache geschuldet, dass alle öffentlichen Dresdner Profanbauten im Stil der Neorenaissance gestaltet waren:

„Der Beschluß (die Kreuzschule gothisch zu bauen, Helas) ist aus der Klage über die angebliche Einförmigkeit der Dresdner Bauwerke hervorgegangen. […] Weil Dresden fast ganz im Renaissancestil erbaut ist, soll bei der jetzt darbietenden Gelegenheit auch einmal gothisch gebaut werden? […] Im Kirchenbau mag es gefordert sein, auf ältere Baustile zurückzugehen […] Aber der bestimmende Grundcharakter unserer modernen Bauten zumal der öffentlichen, ist und bleibt die Renaissance […] Aus welchem Grund also will man bei dem Bau der Kreuzschule von dem naturgemäßen Renaissancestil abgehen? Empfiehlt sich die Gothik als besonders charakteristisch für den Zweck des Gebäudes? […] Dresden hat einen einzigen gothischen Bau, die Sophienkirche. Alle wirksamsten Gebäude … sind durchweg im Renaissancestil, bald reiner, bald zopfiger. Und denselben Stil haben auch alle neueren öffentlichen Bauten eingehalten.“

Kritik kam auch von Kunsthistoriker Hermann Hettner, der dem ansprechenden Äußeren der Kreuzschule eine unpraktische Innenanordnung gegenübersah, die dem Zweck der Schule und den Anforderungen der Gesundheit nicht entsprach.